# Kaspisk pipare
Kaspisk pipare (Anarhynchus asiaticus) är en fågel i familjen pipare inom ordningen vadarfåglar. Den häckar på stäpp och halvöken i Centralasien, från Kaspiska havet till västligaste Kina. Vintertid flyttar den till östra och södra Afrika. Fågeln är en mycket sällsynt gäst i Europa med endast ett fåtal fynd, bland annat tre i Sverige. Den minskar i antal, men beståndet anses ändå vara livskraftigt.

## Utseende
Kaspisk pipare är något större än större strandpipare och liknar närmast ökenpiparen, tibetpiparen och kamtjatkapiparen. Den är dock smäckrare, mer långbent, med längre näbb och starkare vitt ögonbrynsstreck. Den saknar också vitt på stjärtsidorna och vingbandet är endast svagt. Hane i häckningsdräkt har gråbrun rygg, vitt ansikte och vit buk. Bröstet är kastanjefärgat, begränsat nertill av ett svart band. I övriga dräkter har den ett gråbrunt bröstband, i samma färg som ryggen. Honor på sommaren kan dock ha inslag av kastanj.

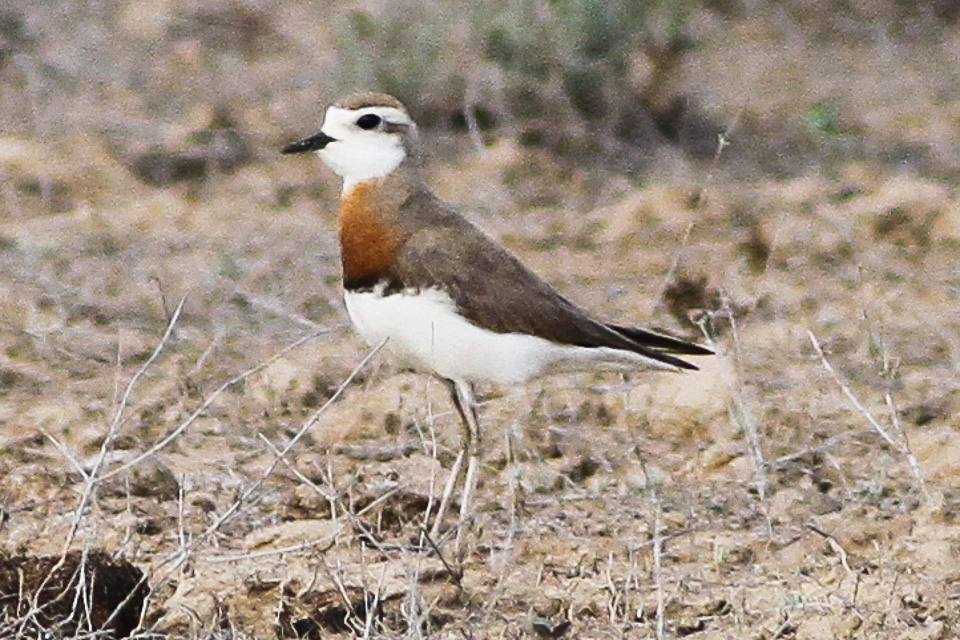
I häckningsdräkt.

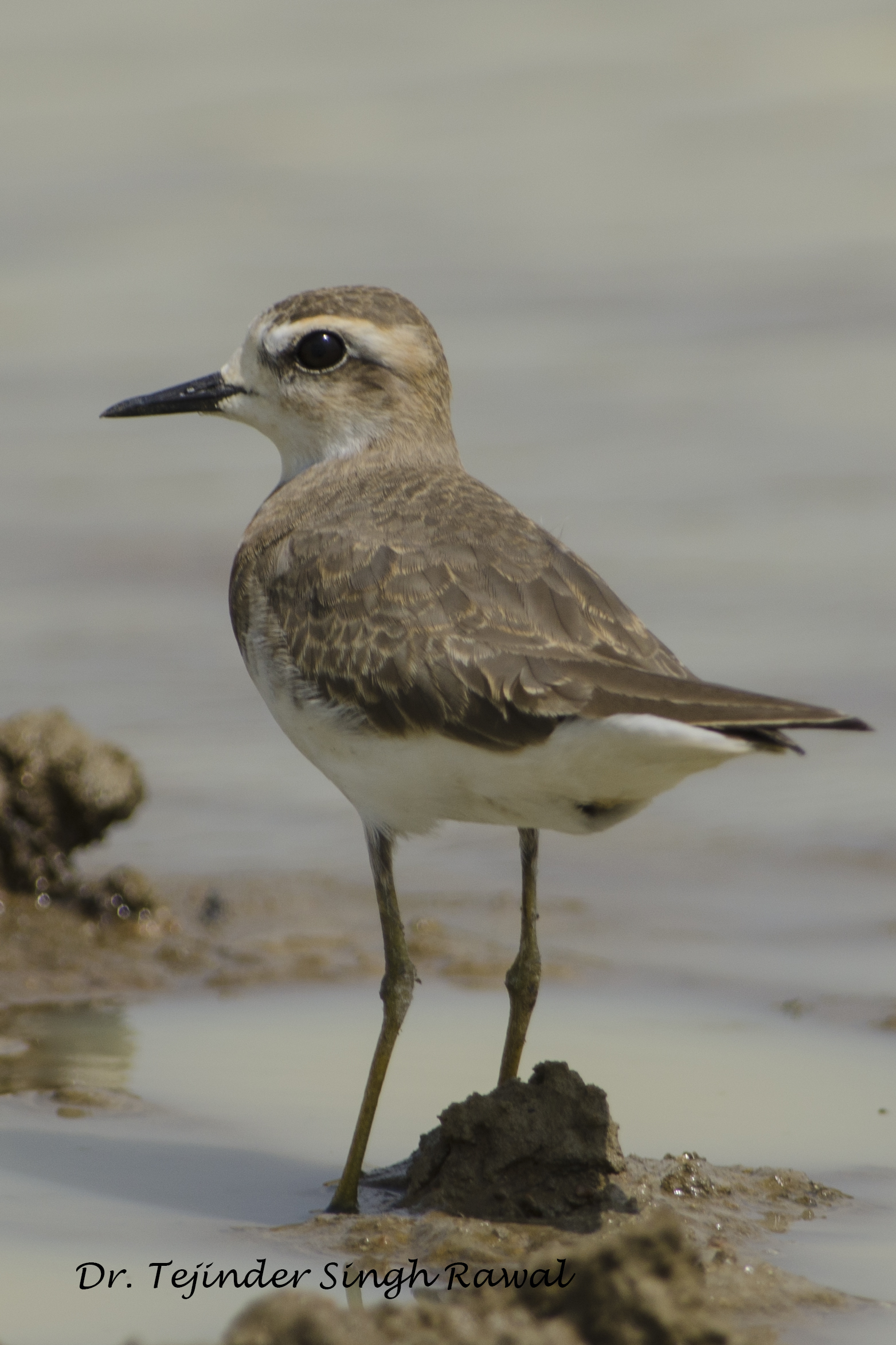
Kaspisk pipare i vinterdräkt, fotograferad i Indien.

## Läte
I flykten hörs ett kort och vasst "tyup", ofta upprepat och ibland kombinerad i en snabb skallrande serie, "tptptptptp". Spellätet är trestavigt.

## Utbredning
Den kaspiska piparen är en flyttfågel som häckar från Kaspiska havet till allra västligaste Kina. Den övervintrar i östra och södra Afrika. Den observeras sällsynt i Västeuropa, och även i Australien.

### Observationer i Sverige
I Sverige observerades fågeln första gången på Mörkö i Södertälje kommun den 25 mars 2014 och andra gången en knapp månad senare den 20 april vid Görans Dämme nära Hulterstad på Öland. Ett tredje fynd gjordes i slutet av maj 2021 i Avan i Norrbotten.

## Systematik
Kaspisk pipare är närmast släkt med de fyra asiatiska piparna kamtjatkapipare, tibetpipare, ökenpipare och orientpipare. Hittills har dessa placerats i Charadrius, men flera genetiska studier har visat att arterna i släktet inte är varandras närmaste släktingar. Istället är en stor grupp strandpipare, däribland kaspisk pipare, närmare släkt med vipor i Vanellus och andra udda pipare som australiska inlandspiparen (Peltohyas australis) och nyzeeländska snednäbben (Anarhynchus frontalis) än med typarten för släktet större strandpipare.  Tongivande Clements m.fl. implementerade 2023 dessa resultat i sin systematik, vilket medfört att denna grupp lyfts ur Charadrius och istället förenats med snednäbben i släktet Anarhynchus. Kaspisk pipare är monotypisk, det vill säga att den inte delas in i några underarter.

## Levnadssätt
Kaspisk pipare häckar på stäpp, i utkanter av öknar, i saltöken och på salthaltiga jordar med gles buskvegetation, på höjder upp till 800 meter över havsytan. Vinterkvarteren består ofta av torr gräsmark, kustdyner, saltträsk, torra flodbäddar men ibland även odlad mark.
Den häckar i lösa kolonier och lägger tre ägg i ett bo direkt på jorden eller i kort gräs. Kaspisk pipare födosöker på ett liknande sätt som andra pipare. Den lever på insekter som skalbaggar, termiter, myror, gräshoppor och små snäckor, men även ibland gräsfrön.

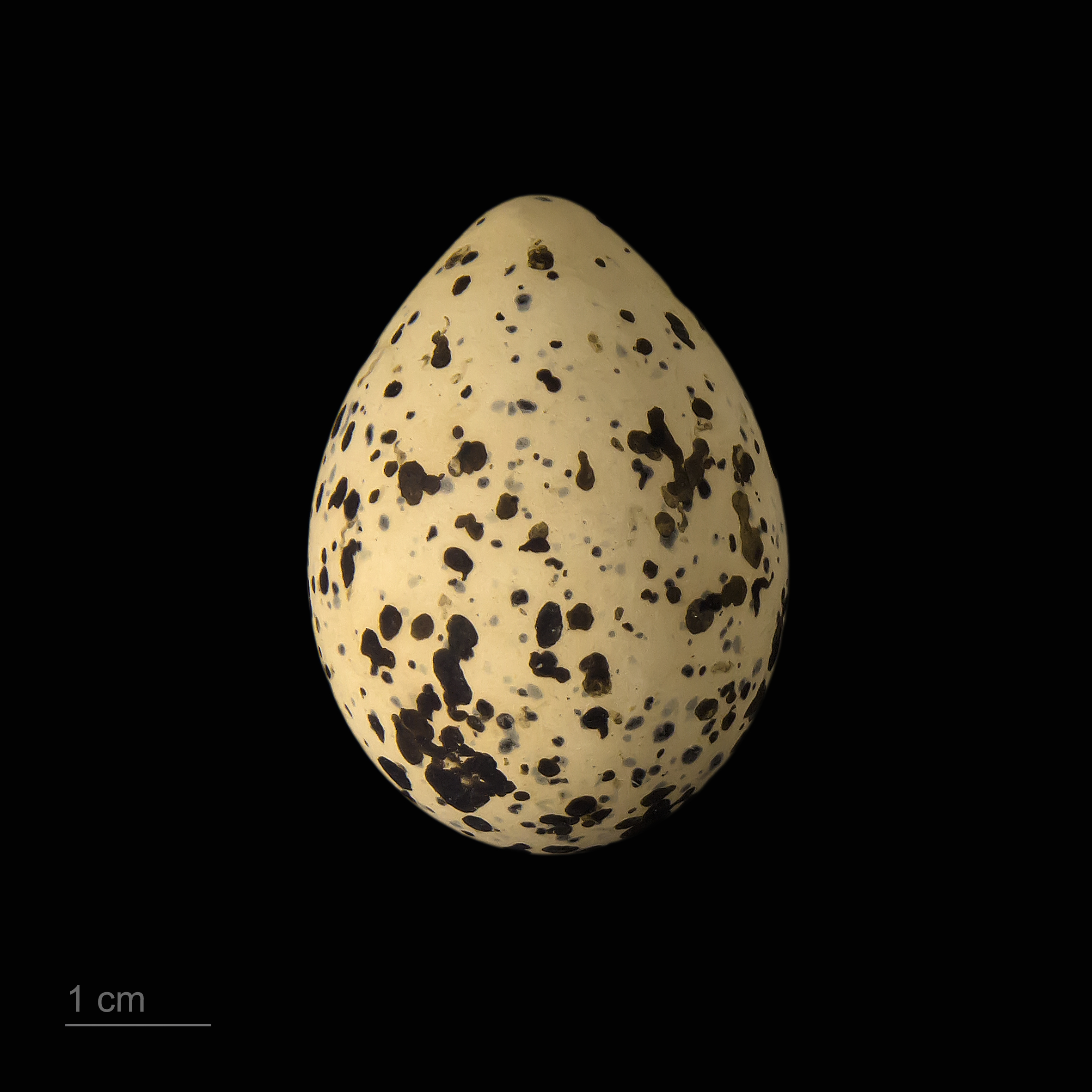
Kaspiska piparens ägg.

## Status och hot
Arten har ett stort utbredningsområde, men tros minska i antal till följd av habitatförstörelse. Dess bestånd i kärnområdet anses dock stabilt och den minskar inte tillräckligt kraftigt totalt sett för att den ska betraktas som hotad. Internationella naturvårdsunionen IUCN kategoriserar därför arten som livskraftig (LC). Världspopulationen uppskattas till mellan 40 000 och 55 000 individer. Arten är utdöd i Europa sedan 1980.